# Samuel Hubbard Scudder

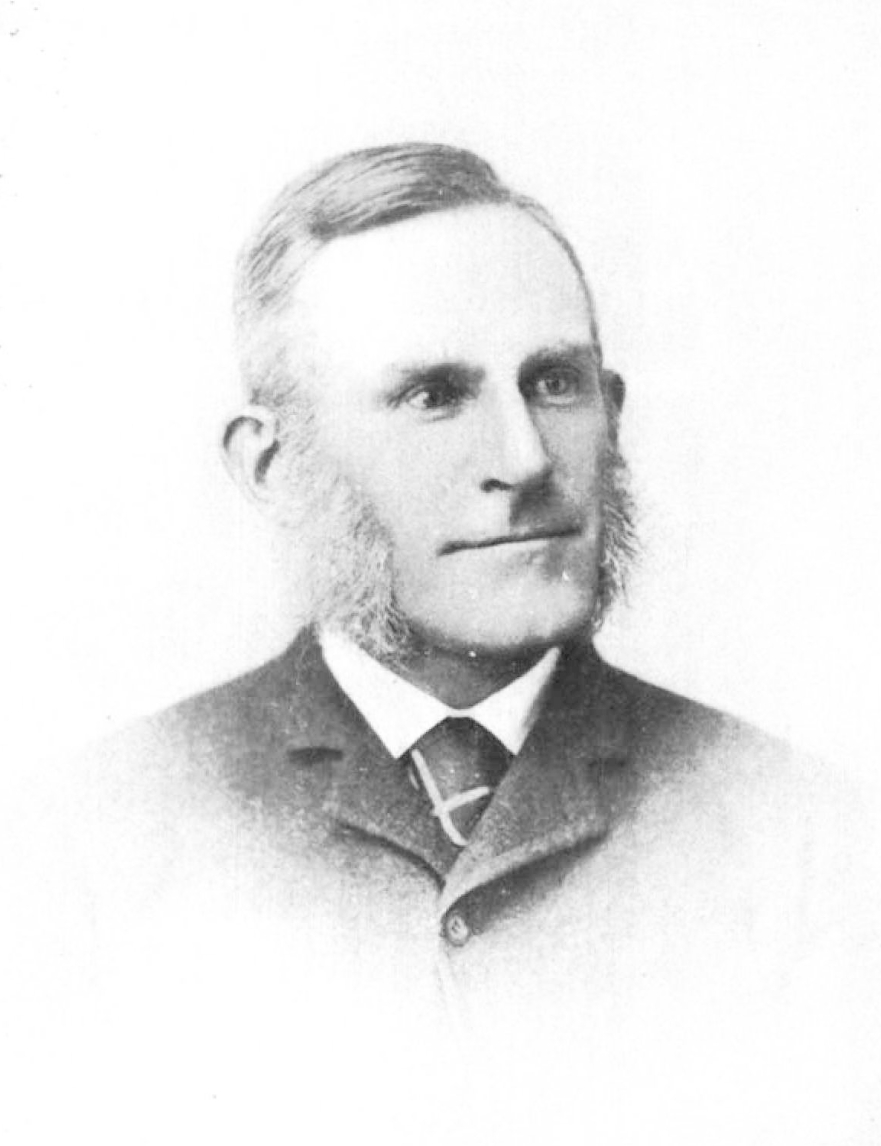
Samuel Hubbard Scudder

Samuel Hubbard Scudder (* 13. April 1837 in Boston; † 17. Mai 1911 in Boston) war ein US-amerikanischer Entomologe und Paläontologe.
1857 schloss er seine Studien am Williams College, 1862 an der Harvard University ab. Er gilt als einer der ersten Paläontologen, die sich auf Insekten spezialisierten. Ebenso studierte er die Schmetterlinge (Lepidoptera), die Spring- (Orthoptera) und Fangschrecken (Mantodea), Blattoidea sowie fossile Arthropoda.
Als Schüler von Mark Hopkins am Williams College und Louis Agassiz an der Harvard University war Scudder äußerst produktiv und veröffentlichte zwischen 1858 und 1902 791 Schriften zu den Gebieten Bio- und Paläobiogeographie, Ontogenese des Insektenverhaltens, Phylogenie, Insektengeräusche, Palichnologie, Evolution, Insektenbiologie und ökonomische Entomologie.
Zudem schrieb er Arbeiten über Ethnologie, Geologie und Geographie. Scudders Nomenclator Zoologicus (1882–1884) war eine umfangreiche Liste sämtlicher Gattungs- und Familiennamen in der Zoologie.
Auch war Scudder Kurator, Bibliothekar und zwischen 1859 und 1870, sowie 1880 und 1887 Präsident des Boston Society of Natural History. 1868 wurde er in die American Academy of Arts and Sciences gewählt, 1877 in die National Academy of Sciences. 1874 war er einer der Gründer des Cambridge Entomological Club und dessen Zeitschrift Psyche. Ein Jahr darauf wurde er Generalsekretär der American Association for the Advancement of Science, der er nochmals im Jahr 1894 als Vizepräsident vorstand. Im Jahre 1883 übernahm er die vor dem Ruin stehende Science und konnte sie kurzzeitig retten. Aber bereits im folgenden Jahr geriet das Blatt wieder in finanzielle Schwierigkeiten und musste 1885 verkauft werden.

## Schriften
- Butterflies. Their Structure, Changes, and Life-Histories. With Special Reference to American Forms. Being an Application of the “Doctrine of Descent” to the Study of Butterflies. With an Appendix of Practical Instructions. Holt and Company, New York NY 1881, (Digitalisat).
- Butterflies of the Eastern United States and Canada. With Special Reference to New England. 3 Bände. The Author, Cambridge MA 1888–1889.
  - Band 1: Nymphalidae and Lycaenidae. 1888, (Digitalisat).
  - Band 2: Papilionidae and Hesperidae. 1889, (Digitalisat).
  - Band 3: Appendix, Plates. 1889, (Digitalisat).
- The Fossil Insects of North America. With Notes on Some European Species. 2 Bände. Macmillan and Company, New York NY 1890.
  - Band 1: The Pretertiary Insects. 1890, (Digitalisat).
  - Band 2: The Tertiary Insects. 1889, (Digitalisat).
- Index to the Known Fossil Insects of the World including Myriapods and Arachnids (= Bulletin of the United States Geological Survey. 71, ISSN 8755-531X). Government Printing Office, Washington DC 1891, doi:10.3133/b71.
- Tertiary Rhynchophorous Coleoptera of the United States (= Monographs of the United States Geological Survey. Band 21, ISSN 0886-7550). Government Printing Office, Washington DC 1893, (Digitalisat).
- The Life of a Butterfly. A Chapter in Natural History for the General Reader. Holt and company, New York NY 1893, (Digitalisat).
- Revision of the Orthopteran Group Melanopli (Acridiidae), with special Reference to North American Forms. In: Proceedings of the United States National Museum. Band 20, 1898, ISSN 0096-3801, S. 1–421, Tafel 1-26, (Auch als Sonderabdruck. Government Printing Office, Washington DC 1897).
  - Dazu: Supplement to a Revision of the Melanopli. In: Proceedings of the Davenport Academy of Natural Sciences. Band 7, 1897/1899 (1899), ZDB-ID 209129-X, S. 157–205, Tafel 7–9, (Auch als Sonderabdruck).
- Every-Day Butterflies. A Group of Biographies. Houghton, Mifflin and Company, Boston MA u. a. 1899, (Digitalisat).
- Catalogue of the Described Orthoptera of the United States and Canada. In: Proceedings of the Davenport Academy of Sciences. Band 8, 1899/1900 (1900), ZDB-ID 1009098-8, 1–101, Tafel 1–3, (Auch als Sonderabdruck).
- Adephagous and Clavicorn Coleoptera from the Tertiary Deposits at Florissant, Colorado. With Descriptions of a few other Forms and a Systematic List of the Non-Rhynchophorous Tertiary Coleoptera of North America (= Monographs of the United States Geological Survey. Band 40). Government Printing Office, Washington DC 1900, (Digitalisat).
- Alphabetical Index to North American Orthoptera described in the Eighteenth and Nineteenth Centuries (= Occasional papers of the Boston Society of Natural History. 6, ISSN 0270-2452). Boston Society of Natural History, Boston MA 1901, (Digitalisat).

| Personendaten    | Personendaten                                 |
| ---------------- | --------------------------------------------- |
| NAME             | Scudder, Samuel Hubbard                       |
| KURZBESCHREIBUNG | US-amerikanischer Entomologe und Paläontologe |
| GEBURTSDATUM     | 13. April 1837                                |
| GEBURTSORT       | Boston                                        |
| STERBEDATUM      | 17. Mai 1911                                  |
| STERBEORT        | Boston                                        |